# Неотропични папагали
Неотропичните папагали (Arinae) са едно от двете подсемейства на семейство Папагалови (Psittacidae). То обхваща най-големите и може би най-пъстроцветни представители сред папагалоподобните.

## Ареал
Птиците от подсемейство неотропични папагали обитават екваториалните и тропически гори на Централна и Южна Америка. Отделни видове се срещат и на някои от Малките Антилски острови.
Като цяло ареалът им се простира от южно Мексико до Аржентина. Има видове, които се срещат дори в Патагония, Огнена Земя и Андите.

## Класификация
Подсемейство неотропични папагали обединява около 160 вида птици и е най-голямото подсемейство сред папагалоподобните. Към него спадат най-едрите представители на целия разред – папагалите ара, като най-голям е  хиацинтовият ара, чиято дължина е над 1 метър. Това е най-големият папагал в света. Характерно за почти всички представители на това подсемейство е ярката им окраска, с наситено червено, синьо, жълто или зелено оперение. Пъстрите краски помагат на птиците да се различават помежду си в гъстите гори. Всеки вид си има точно определена гама от краски, типична само за него.
Подсемейство Неотропични папагали
- Род Bolborhynchus – Дебелоклюни папагали
- Род Brotogeris – Тънкоклюни папагали
- Род Deroptyus – Ветрилни папагали
- Род Forpus – Врабчови папагали
- Род Hapalopsittaca – Пигмейски амазони
- Род Myiopsitta – Монашески папагали
- Род Nannopsittaca – Зелени врабчови папагали
- Род Pionites – Белокоремни папагали
- Род Psilopsiagon – Планински папагали
- Род Touit – Пъстроопашати папагали
- Триб Arini – Същински неотропични папагали
  - Род †Conuropsis – Каролински папагали
  - Род Anodorhynchus – Хиацинтови ари
  - Род Ara – Ари
  - Род Aratinga – Аратинги
  - Род Cyanoliseus – Патагонски папагали
  - Род Cyanopsitta – Спиксови ари
  - Род Diopsittaca
  - Род Enicognathus – Изумрудени папагали
  - Род Eupsittula
  - Род Guaruba – Златни папагали
  - Род Leptosittaca – Андски папагали
  - Род Ognorhynchus – Жълтоухи папагали
  - Род Orthopsittaca – Червенокоремни ари
  - Род Primolius
  - Род Psittacara
  - Род Pyrrhura – Червеноопашати папагали
  - Род Rhynchopsitta – Дебелоклюни ари
  - Род Thectocercus – Синьочели аратинги
- Триб Androglossini – Амазонски папагали
  - Род Alipiopsitta – Жълтолики папагали
  - Род Amazona – Амазони
  - Род Graydidascalus – Късоопашати папагали
  - Род Pionopsitta – Червеночели папагали
  - Род Pionus – Пиони
  - Род Pyrilia
  - Род Triclaria – Синьокоремни папагали

## Произход
Счита се, че всички птици от това подсемейство са наследници на един вид птица. Разделението на различни видове започнало през късния миоцен преди около 10 млн. години и продължило през плейстоцена. Вследствие различните геологически фактори в Южна Америка се появили различни видове. Поради това днес повече от 90 % от видовете живеят в района на басейна на река Амазонка и високите плата на Гвианската планинска земя, където има много ендемити. При свързването на Южна Америка със Северна Америка преди 2 милиона години в района на Панамския провлак някои видове се разпространили в Централна Америка. Така се е получило огромното разнообразие на птиците от това подсемейство.

## Особености
Птиците от подсемейство неотропични папагали се считат за едни от най-дълголетните видове не само сред папагалоподобните, но и в целия животински свят. Най-дългоживеещи са представителите на род ара. Някои видове ара могат да живеят повече от 120 години.
Папагалите от това подсемейство се хранят предимно с плодове и различни насекоми. Почти всички видове обитават екваториалните и тропични гори, но някои видове се срещат и в саваните.